# Tupilați (gmina)
Tupilați – gmina w Rumunii, w okręgu Neamț. Obejmuje miejscowości Arămoaia, Hanul Ancuței, Totoiești i Tupilați. W 2011 roku liczyła 2186 mieszkańców.